# Marathon Luân Đôn

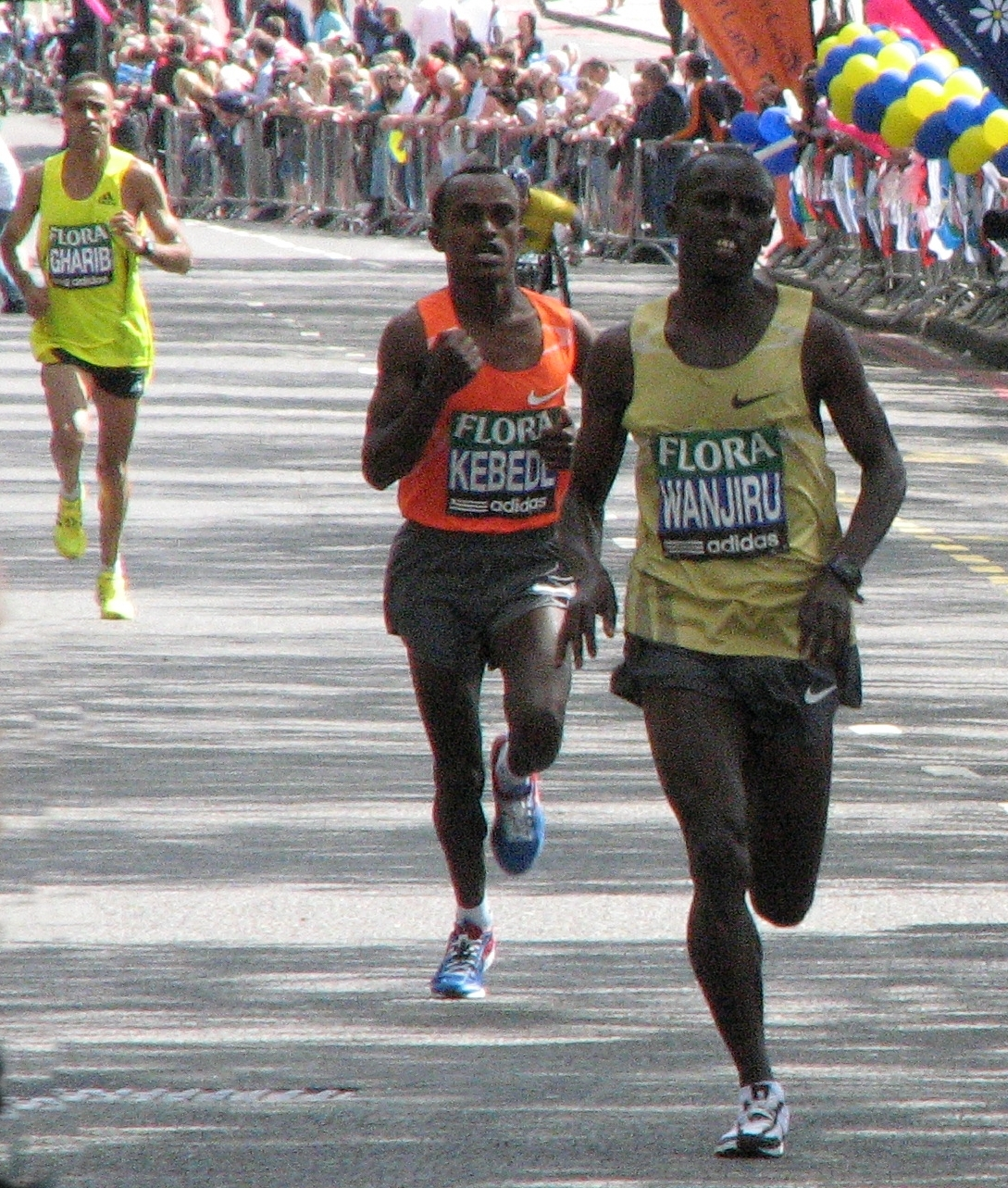
London Marathon

Marathon Luân Đôn (tiếng Anh: London Marathon, còn có tên gọi khác là Virgin London Marathon vì lý do tài trợ của Virgin Money) là một cuộc thi chạy việt dã lớn nhất thế giới được tổ chức tại thủ đô Luân Đôn, Anh. Cuộc thi chạy việt dã này được tổ chức lần đầu tiên vào ngày 29 tháng 3 năm 1981 và từ đó được tổ chức vào khoảng tháng 3, 4 hàng năm. Từ năm 2010, cuộc thi này được tài trợ bởi Virgin Money. Mùa London Marathon 2013 sẽ được tổ chức vào ngày 21 và 22 tháng 4 năm 2013.

## Lịch sử tổng quát
London Marathon được tổ chức bởi sáng kiến của cựu vô địch Olympic và nhà báo Chris Brasher và vận động viên John Disley. Nó được tổ chức bởi Hugh Brasher (con trai của Chris). Đường đua đặt trên một đoạn xung quanh sông Thames. Cuộc đua bắt đầu tại Blackheath và kết thúc tại St James Park.

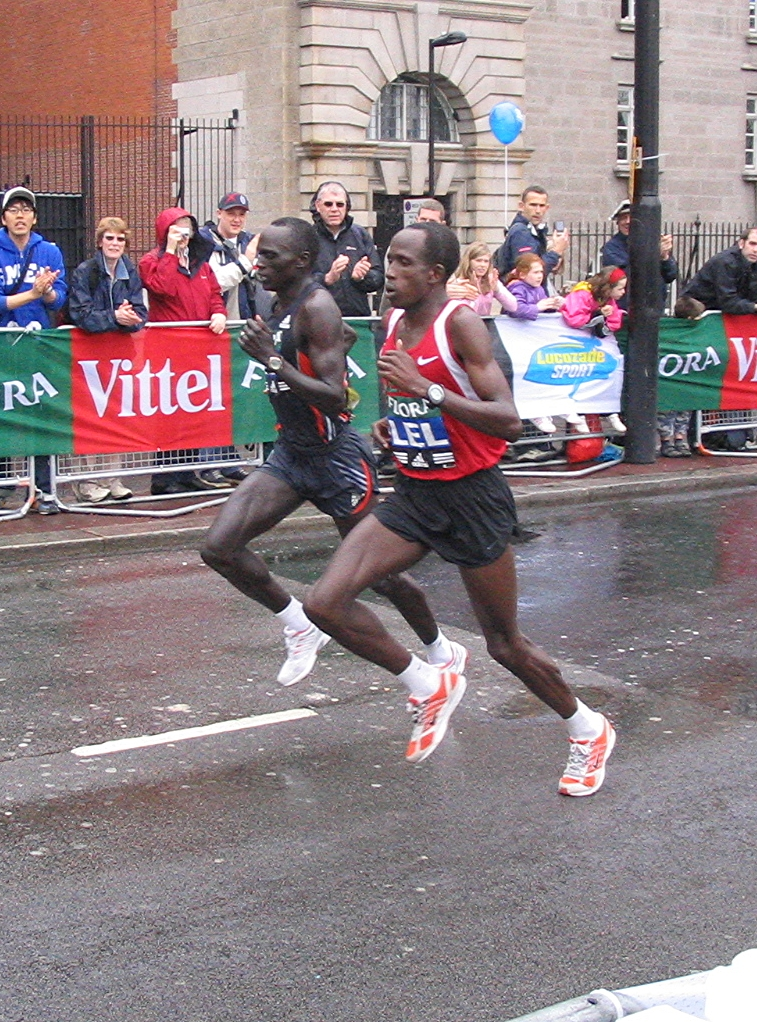
Vô địch 2006 Felix Limo (trái) và vô địch 2005, 2007, 2008 Martin Lel (phải).

Ngoài việc là một trong những cuộc thi marathon lớn nhất thế giới với chiều dài chạy 42,195 km, tiêu chuẩn IAAF cho marathon được thành lập vào năm 1921 và ban đầu được sử dụng cho Thế vận hội London 1908, Marathon London cũng là một cuộc thi thể thao về số lượng người tham gia. Sự kiện này đã quyên góp được hơn £ 450 triệu USD cho quỹ từ thiện năm 1981, và lập kỷ lục thế giới Guinness là sự kiện lớn nhất hàng năm gây quỹ trên thế giới, với 2009 người tham gia và đã đóng góp hơn £ 47,2 triệu USD cho tổ chức từ thiện. Năm 2007, 78% số vận động viên tham gia đều đã quyên góp từ thiện. Năm 2011, tổ chức từ thiện chính thức của cuộc thi London Marathon được thành lập.